# Sensibilitate (fiziologie)
Sensibilitatea este proprietatea organismului de a recepționa stimulii indiferenți și de a stabili o legătură cu sens între stimulii indiferenți și cei necesari organismului.
Sensibilitatea  este facultatea de a simți, de a reacționa la excitații, de a-și schimba, într-o anumită măsură, starea inițială sub acțiunea unui agent exterior; acuitate a simțurilor. Are semnificația capacității de reacție afectivă; intensitate afectivă; emotivitate.
Este o formă de reacție a organismului la mediu. Se manifestă prin capacitatea organismului de a percepe senzații. Este o proprietate psihică a organismului fiind o formă incipientă a psihismului. Sensibilitatea stă la baza celorlalte procese de relaționare a organismului cu mediul. Este o formă mai evoluată a adaptării față de iritabilitate deoarece sesizează prezența stimulilor nenecesari organismului dar care devin elemente de reper pentru descoperirea stimulilor necesari vieții.